# Deinó
Deinó (-ny), jedna ze tří stařen, zvaných Graie, dcera mořského boha Forkýna a mořské bohyně Kéty.
Její sestry se jmenují Enýó a Pefrédó; jsou to sestry Gorgon.
Hrdina Perseus Graiím odňal jediné oko a jediný zub, jichž společně užívaly; musely si je vykoupit tím, že Perseovi ukázaly cestu k nymfám; pak jim oko i zub zase vrátil.